# Fordon

Wappen von Fordon

Fordon ist mit 76.800 Einwohnern der größte Stadtteil der Stadt  Bydgoszcz (Bromberg) in der    polnischen Woiwodschaft Kujawien-Pommern.
Bis zur Eingemeindung am 1. Januar 1973 in das Stadtgebiet von Bydgoszcz war die Ortschaft eine eigenständige Stadt mit zuletzt 8.700 Einwohnern.

## Geographische Lage
Die Ortschaft liegt etwa zehn Kilometer östlich von Bydgoszcz (Bromberg). Der Stadtteil  Alt-Fordon liegt an der Weichsel an einem Flussübergang. Nördlich und westlich von Alt-Fordon erstreckt sich der Stadtteil Neu-Fordon,  eine von Wohnblocks geprägte Trabantenstadt.

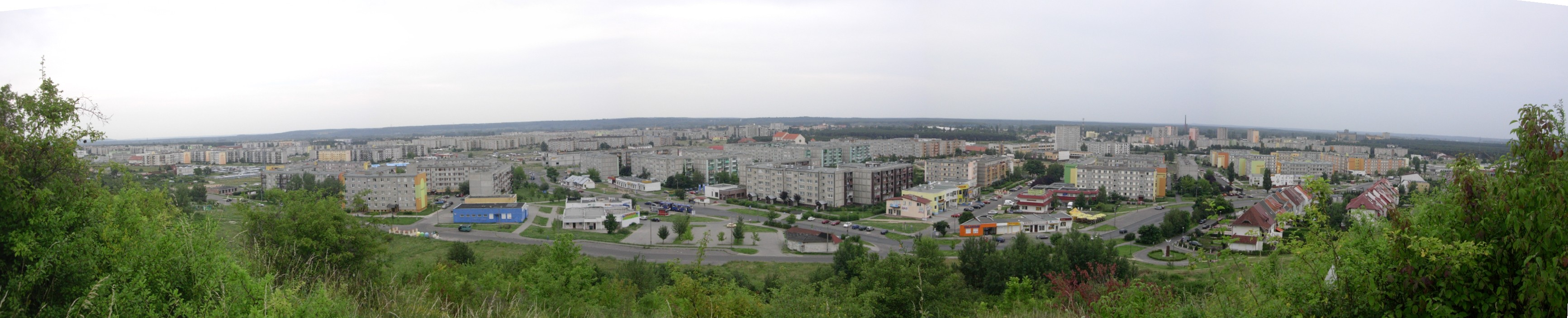
Fordon (2006)

## Ortsteile

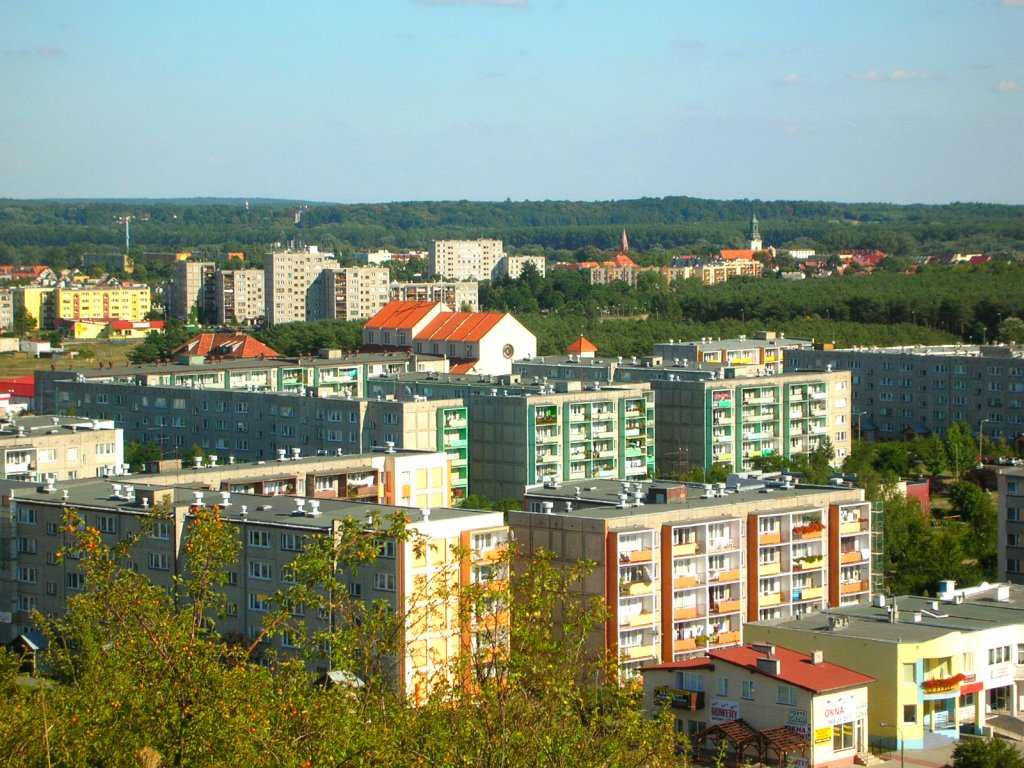
Ansicht der Stadt aus der Vogelperspektive

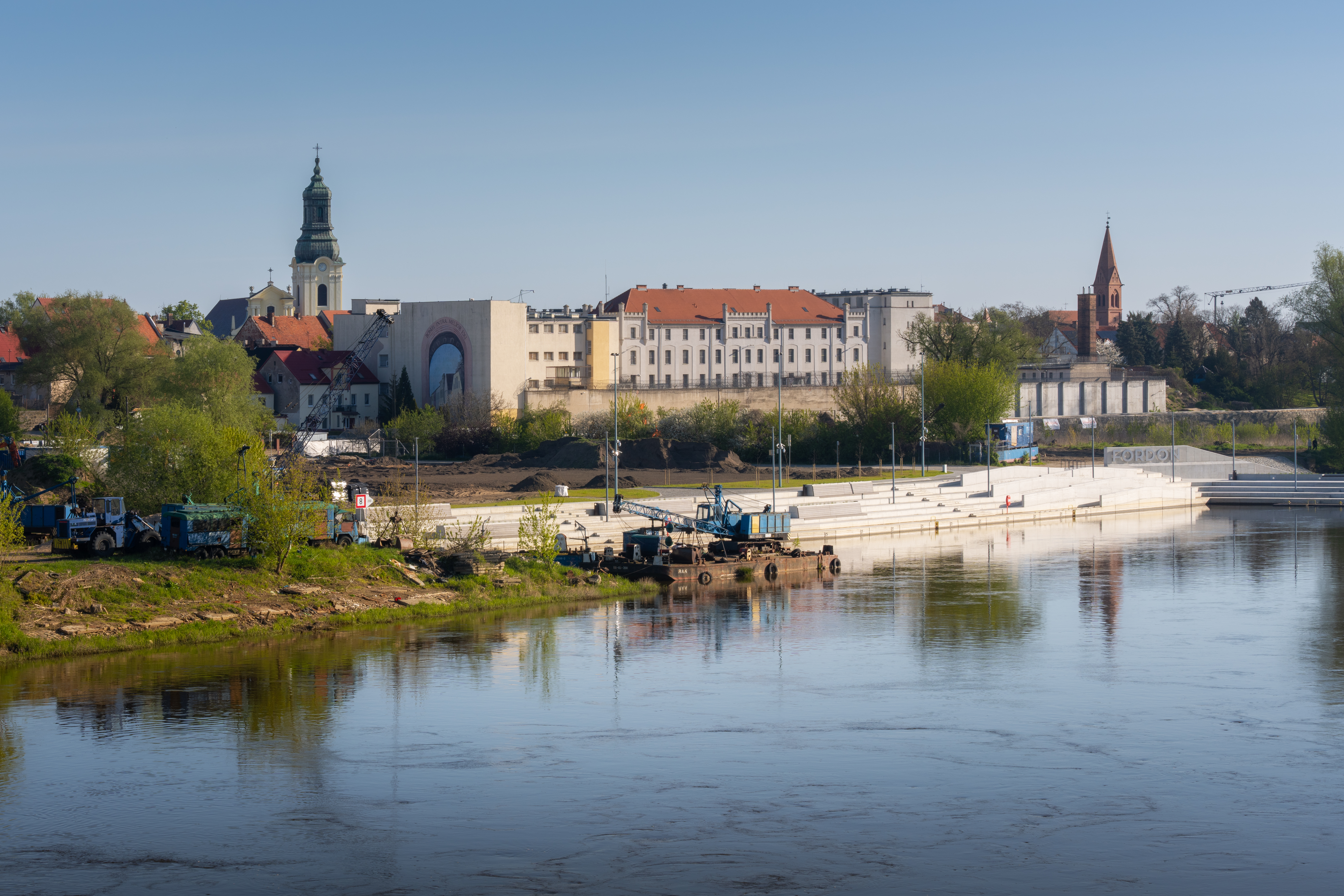
Alt-Fordon an der Weichsel

Der Stadtteil ist in 16 Bereiche untergliedert:

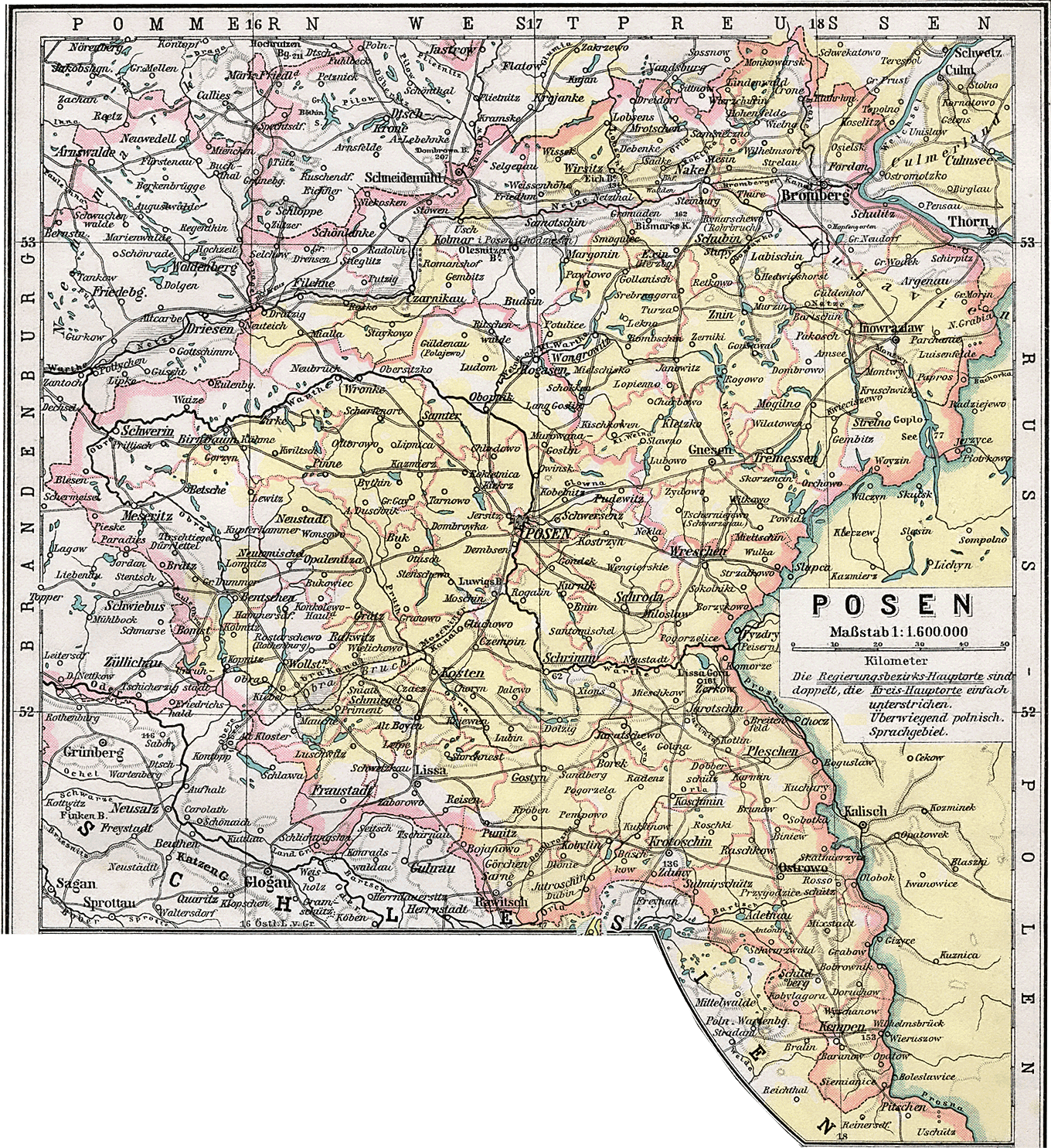
Fordon östlich der Stadt Bromberg (nordöstlich der Stadt Posen) auf einer Landkarte der Provinz Posen von 1905 (gelb markierte Flächen kennzeichnen Gebiete mit seinerzeit mehrheitlich polnischsprachiger Bevölkerung).

- Stary Fordon (Alt-Fordon)
- Akademickie
- Bajka
- Bohaterów
- Eskulapa
- Kasztelanka
- Łoskoń (Loskon)
- Mariampol (Marienfelde)
- Nad Wisłą (An der Weichsel)
- Niepodległości
- Pałcz (Patsch)
- Powiśle
- Przylesie
- Szybowników
- Tatrzańskie
- Zofin (Sophienthal)

## Geschichte

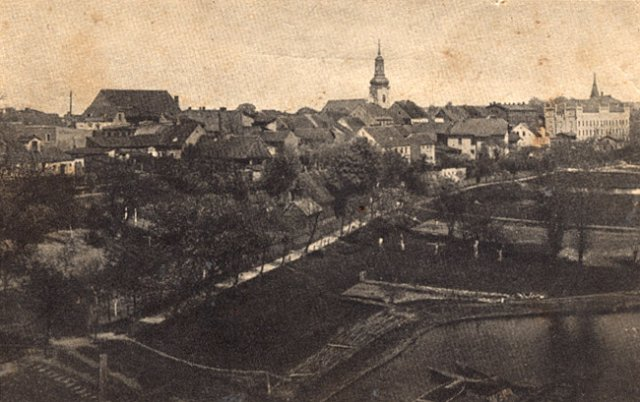
Alt-Fordon auf einem Photo aus der Zwischenkriegszeit

Als Vorgänger von Fordon gilt die heute nicht mehr existierende Festung Wissegrod (heute: Wyszogród), welche das erste Mal im Jahre 1113 erwähnt wurde. Sie war ein  Wehrposten an der Grenze zu Pommern und bewachte einen wichtigen Übergang über die Weichsel. 1330 wurde sie vom Deutschen Orden als Vergeltung für Angriffe ins Kulmerland zerstört. Die neue Siedlung wurde zwei Kilometer nordöstlich an der heutigen Stelle von Fordon wieder aufgebaut. Von der Furt (Forda) über den Fluss wurde auch der Name übernommen. 1382 erhielt Fordon vom Herzog Wladislaus II. die Kulmer Stadtrechte und am 3. Juli 1424 vom polnischen König  Władysław II. Jagiełło das Magdeburger Stadtrecht. 1656 wurde Fordon von den Schweden erobert und geplündert.
1772 kam Fordon nach der Ersten Teilung Polen-Litauens an das Königreich Preußen. Zum Zeitpunkt der Inbesitznahme war Fordon ein kleiner unbedeutender Ort, in dem nur einige Juden und Polen wohnten. Die Juden hatten sich hier verstärkt niedergelassen, weil ihnen Bromberg bis dahin verschlossen gewesen war. Zeitweise machten Juden weit mehr als die Hälfte der Bevölkerung der Stadt Fordon aus. Die Ortschaft wuchs ab 1772 rasch an, nachdem hier eine Zollstation für den Handelsverkehr mit Polen eingerichtet worden war und sich hier außer den preußischen Zollbeamten auch viele Handwerker und einige Kaufleute angesiedelt hatten. Um 1783 hatte die Ortschaft bereits 129 Feuerstellen, und es waren in dem vorangegangenen Jahrzehnt außer einigen ansehnlichen staatlichen Gebäuden auch 40 privat finanzierte  Neubauten entstanden. Zum damaligen Zeitpunkt hatten die Katholiken hier eine Pfarrkirche, die Juden eine Synagoge, und es gab eine evangelische Schule, in der  der evangelische Gottesdienst stattfand. Die Zollstation wurde von einer 36 Mann starken Wache geschützt. Bei dem Ort, der hereits im 17. Jahrhundert existiert hatte,  gab es an der Weichsel Spuren   einer Schanze, die im Zweiten Schwedenkrieg, im September 1665, von den Schweden unter General Horn zu ihrer Verteidigung aufgeschüttet worden war.
Dem hiesigen Grenzzollamt unterstanden sämtliche Zoll- und Acciseämter im Netzedistrikt, in Pommerellen und im Kulmer Land. Alle mit Getreide und anderen Importen aus Polen beladenen Lastkähne mussten hier, wo es an der Weichsel eine bequeme Anlegestelle gab, anlegen. Im Juni und Juli lagen oftmals 70–80 aus Polen gekommene, mit Getreide beladene Frachter bei Fordon. Aus der Handelsschifffahrt auf der Weichsel erwuchsen dem Zollamt im letzten Quartal des 18. Jahrhunderts jährliche Steuereinnahmen in Höhe von nahezu 250.000 Talern.
Im Jahr 1816 hatte Fordon eine katholische und eine evangelische Kirche. Nachdem der größte Teil der Ortschaft 1826 abgebrannt war und nur dürftig wieder aufgebaut wurde, sank Fordons Wirtschaftskraft beträchtlich, und wohlhabende Kaufleute wanderten ab. Der Staat kaufte das ehemalige Zollamtsgebäude zu einem Spottpreis zurück, um es zu einem Gefängnis umzugestalten. 1831 waren ca. 1.500 der etwa. 2.000 Einwohner Juden, die sich von 1827 bis 1832 eine Synagoge in Fordon errichteten.
Zwischen 1891 und 1893 wurde bei Fordon die 1325 Meter lange heutige Rudolf-Modrzejewski-Brücke, die damals längste Brücke des Deutschen Reichs, über die Weichsel gebaut. Im Ort gab es eine Haftanstalt für weibliche Strafgefangene. Im Jahr 1910 lebten in Fordon 2124 Deutsche (ca. 70 %) und 726 Polen (ca. 26 %).
Fordon gehörte bis 1919 zum Landkreis Bromberg im Regierungsbezirk Bromberg der preußischen Provinz Posen
im Deutschen Reich.
Nach dem Ersten Weltkrieg wurde Fordon aufgrund der Bestimmungen des Versailler Vertrag zum Zweck der Einrichtung des Polnischen Korridors am 10. Januar 1920 an Polen abgetreten. Die meisten deutschen Bewohner wanderten 1921 aus. Die Auswanderungswelle wurde durch den Polnisch-Sowjetischen Krieg mit beflügelt, da deutsche Familien, die für die polnische Staatsbürgerschaft optierten, damit rechnen mussten, dass ihre Söhne vom polnischen Staat zum Kriegsdienst gegen Sowjetrussland eingezogen würden. Im Jahr 1923 lebten in Fordon nur noch 916 (34 %) Deutsche und, wenn man Juden als Polen rechnet, 1608 Polen (61 %).
Nach dem Überfall auf Polen 1939 wurde Fordon völkerrechtswidrig dem Landkreis Bromberg im neu eingerichteten Reichsgau Danzig-Westpreußen zugeordnet.
Im Oktober und November 1939 wurden im Tal des Todes Massenhinrichtungen vorgenommen, von denen ca. 5.000 Einwohner aus Bromberg und Umgebung betroffen gewesen sein sollen. Opfer waren nach polnischen Angaben vor allem Lehrer, Beamte, Intellektuelle und Priester. Die Hinrichtungen wurden vom Volksdeutschen Selbstschutz, der von Ludolf-Hermann von Alvensleben kommandiert wurde, und dem Einsatzkommando 16 der Gestapo durchgeführt.
Während des Zweiten Weltkrieges errichteten die Deutschen in der Synagoge ein Kino, das bis 1988 in dem Gebäude untergebracht war. Danach verfiel dieses. 2005 wurde die Synagoge einer jüdischen Stiftung übergeben.

### Demographie
| Jahr | Einwohner | Anmerkungen |
| ---- | --------- | --- |
| 1780 | 1054      | [ 1 ] |
| 1783 | 1119      | davon 443 Juden, die übrigen zur Hälfte Polen und zur anderen Hälfte deutsche protestantische Neubürger                                                                                                  |
| 1788 | 0845      | davon 483 Juden |
| 1816 | 1757      | davon 1097 Juden, 377 Katholiken und 288 Evangelische |
| 1837 | 2409      | [ 2 ] |
| 1843 | 2066      | davon 1447 Juden |
| 1861 | 1767      | (einschließlich 177 Strafgefangener), davon 752 Juden, 566 Evangelische und 444 Katholiken |
| 1875 | 2045      | [ 5 ] |
| 1880 | 2076      | [ 5 ] |
| 1900 | 2387      | meist Evangelische |
| 1910 | 2850      | am 1. Dezember, darunter 2028 mit deutscher Muttersprache (1527 Evangelische, 296 Katholiken, zehn sonstige Christen und 195 Juden) und 726 Einwohner mit polnischer Muttersprache (sämtlich Katholiken) |

## Verkehr
Fordon liegt an der Bahnstrecke Brodnica–Bydgoszcz, welche die Weichselbrücke nutzt.

## Sehenswürdigkeiten
- Rudolf-Modrzejewski-Brücke (1888 von Georg Christoph Mehrtens)
- Synagoge

## Persönlichkeiten
- Max Vogel (* 1856 in Fordon; † 1933 in Danzig), Jurist, Geheimer Justizrat und Politiker